# Territoires de progrès
Territoires de progrès (TdP) – francuska partia polityczna o profilu socjaldemokratycznym, działająca od 2020.
Ugrupowanie powstało w 2020, zostało założone z inicjatywy dawnych działaczy Partii Socjalistycznej, którzy wsparli prezydenta  Emmanuela Macrona. Jego inicjatorami byli Olivier Dussopt i Gilles Savary. Ostatni z nich kierował formacją jako delegat generalny, w 2021 przewodniczącym TdP został Olivier Dussopt.
Wśród działaczy partii znaleźli się również m.in. Élisabeth Borne, Brigitte Bourguignon, Florence Parly, Agnès Pannier-Runacher, Irène Tolleret, Stéphane Travert, Olivier Véran i Emmanuelle Wargon. Dołączyło do niego kilkudziesięciu deputowanych XV kadencji (przy czym partia dopuściła podwójne członkostwo w TdP i głównym ugrupowaniu rządzącym LREM). W 2021 formacja przystąpiła do porozumienia Ensemble Citoyens zrzeszającego środowiska wspierające prezydenta. Jej reprezentanci obejmowali stanowiska rządowe, w 2022 Élisabeth Borne została nowym premierem. W tym samym roku partia utrzymała poselską reprezentację, wystawiając swoich kandydatów w ramach koalicji prezydenckiej.
Również w 2022 ugrupowanie uzyskało status partii stowarzyszonej z formacją Renaissance. Jego przedstawiciele byli w kolejnych wyborach wystawiani jako kandydaci Renaissance. W 2025 jego nowym przewodniczącym został Xavier Iacovelli.